# Campeonato Capixaba
Campeonato Capixaba – ligowe mistrzostwa brazylijskiego stanu Espírito Santo.

## Historia
W latach 1917–1929 rozgrywano Campeonato da Cidade de Vitória (mistrzostwa miasta Vitória) - rozgrywki, w których brały udział tylko kluby z miasta Vitória. W roku 1930 dotychczasowe rozgrywki ograniczone jedynie do stolicy stanu zostały zastąpione przez, do dziś rozgrywane, mistrzostwa stanu Espírito Santo - Campeonato Capixaba.

## Format
Pierwsza liga 2006
Kluby podzielone są na dwie grupy po 5 klubów.
- Pierwszy etap

Obie grupy rozgrywają mecze systemem każdy z każdym mecz i rewanż. O zwycięstwie w etapie decyduje mecz i rewanż między zwycięzcami obu grup.
- Drugi etap

Kluby z jednej grupy grają tylko z klubami drugiej grupy. Pierwsze drużyny w tabelach grup grają ze sobą mecz i rewanż o zwycięstwo w drugim etapie.
- Trzeci etap

Zwycięzca pierwszego etapu gra mecz i rewanż ze zwycięzcą drugiego etapu o mistrzostwo stanu. Jeśli ten sam klub wygrał pierwszy i drugi etap - trzeci etap jest zbędny.
Dwa ostatnie w tabeli sumarycznej (obejmującej wyniki obu etapów) kluby spadają do drugiej ligi stanowej.
Jak we wszystkich rozgrywkach brazylijskich format ulega częstym zmianom.

## Kluby
Pierwsza liga 2007
- Pinheiros Futebol Clube
- Centro de Treinamento Edmílson (CTE) - Colatina Futebol Clube
- Estrela do Norte Futebol Clube
- Jaguaré Esporte Clube
- Linhares Futebol Clube
- Rio Branco Atlético Clube
- Clube Atlético Colatinense
- Sociedade Desportiva Serra Futebol Clube
- Vilavelhense Futebol Clube
- Vitória Futebol Clube

## Lista mistrzów

### Campeonato da Cidade de Vitória
- 1917 América
- 1918 Rio Branco
- 1919 Rio Branco
- 1920 Vitória
- 1921 Rio Branco
- 1922 América
- 1923 América
- 1924 Rio Branco
- 1925 América
- 1926 Floriano
- 1927 América
- 1928 América
- 1929 Rio Branco

### Campeonato Capixaba
- 1930 Rio Branco
- 1931 Santo Antônio
- 1932 Vitória
- 1933 Vitória
- 1934 Rio Branco
- 1935 Rio Branco
- 1936 Rio Branco
- 1937 Rio Branco
- 1938 Rio Branco
- 1939 Rio Branco
- 1940 Americano
- 1941 Rio Branco
- 1942 Rio Branco
- 1943 Vitória
- 1944 Caxias
- 1945 Rio Branco
- 1946 Rio Branco
- 1947 Rio Branco
- 1948 Vale do Rio Doce
- 1949 Rio Branco
- 1950 Vitória
- 1951 Rio Branco
- 1952 Vitória
- 1953 Santo Antônio
- 1954 Santo Antônio
- 1955 Santo Antônio
- 1956 Vitória
- 1957 Rio Branco
- 1958 Rio Branco
- 1959 Rio Branco
- 1960 Santo Antônio
- 1961 Santo Antônio
- 1962 Santo Antônio
- 1963 Rio Branco
- 1964 Desportiva Cariacica
- 1965 Desportiva Cariacica
- 1966 Rio Branco
- 1967 Desportiva Cariacica
- 1968 Rio Branco
- 1969 Rio Branco
- 1970 Rio Branco
- 1971 nie rozegrano
- 1972 Desportiva Cariacica
- 1973 Rio Branco
- 1974 Desportiva Cariacica
- 1975 Rio Branco
- 1976 Vitória
- 1977 Desportiva Cariacica
- 1978 Rio Branco
- 1979 Desportiva Cariacica
- 1980 Desportiva Cariacica
- 1981 Desportiva Cariacica
- 1982 Rio Branco
- 1983 Rio Branco
- 1984 Desportiva Cariacica
- 1985 Rio Branco
- 1986 Desportiva Cariacica
- 1987 Guarapari
- 1988 Ibiraçu
- 1989 Desportiva Cariacica
- 1990 Colatina
- 1991 Muniz Freire
- 1992 Desportiva Cariacica
- 1993 Linhares EC
- 1994 Desportiva Cariacica
- 1995 Linhares EC
- 1996 Desportiva Cariacica
- 1997 Linhares EC
- 1998 Linhares EC
- 1999 Serra
- 2000 Desportiva Cariacica
- 2001 Alegrense
- 2002 Alegrense
- 2003 Serra
- 2004 Serra
- 2005 Serra
- 2006 Vitória
- 2007 Linhares FC
- 2008 Serra
- 2009 São Mateus
- 2010 Rio Branco
- 2011 São Mateus
- 2012 Aracruz
- 2013 Desportiva Cariacica
- 2014 Estrela do Norte
- 2015 Rio Branco
- 2016 Desportiva Cariacica

## Kluby według tytułów

### Campeonato da Cidade de Vitória
- 6 - América
- 5 - Rio Branco
- 1 - Floriano
- 1 - Vitória

### Campeonato Capixaba
- 32 - Rio Branco
- 18 - Desportiva Cariacica
- 8 - Vitória
- 6 - Santo Antônio
- 5 - Serra
- 4 - Linhares EC
- 2 - Alegrense, São Mateus
- 1 - Muniz Freire, Colatina, Ibiraçu, Guarapari, Vale do Rio Doce, Caxias, Americano, Linhares FC, Aracruz, Estrela do Norte

### Wszystkie tytuły łącznie
- 37 - Rio Branco
- 18 - Desportiva Cariacica
- 9 - Vitória
- 6 - Santo Antônio, América
- 5 - Serra
- 4 - Linhares EC
- 2 - Alegrense, São Mateus
- 1 - Muniz Freire, Colatina, Ibiraçu, Guarapari, Vale do Rio Doce, Caxias, Americano, Floriano, Linhares FC, Aracruz, Estrela do Norte